# Deutsche Bankenkrise
Als Deutsche Bankenkrise werden die wirtschaftlichen und politischen Auswirkungen der Bankenkrise nach dem Zusammenbrechen der Dresdner Bank, der Danat-Bank und folgender Bankzusammenbrüche im Jahr 1931 bezeichnet. Sie war ein bedeutender Aspekt der Weltwirtschaftskrise in Deutschland.

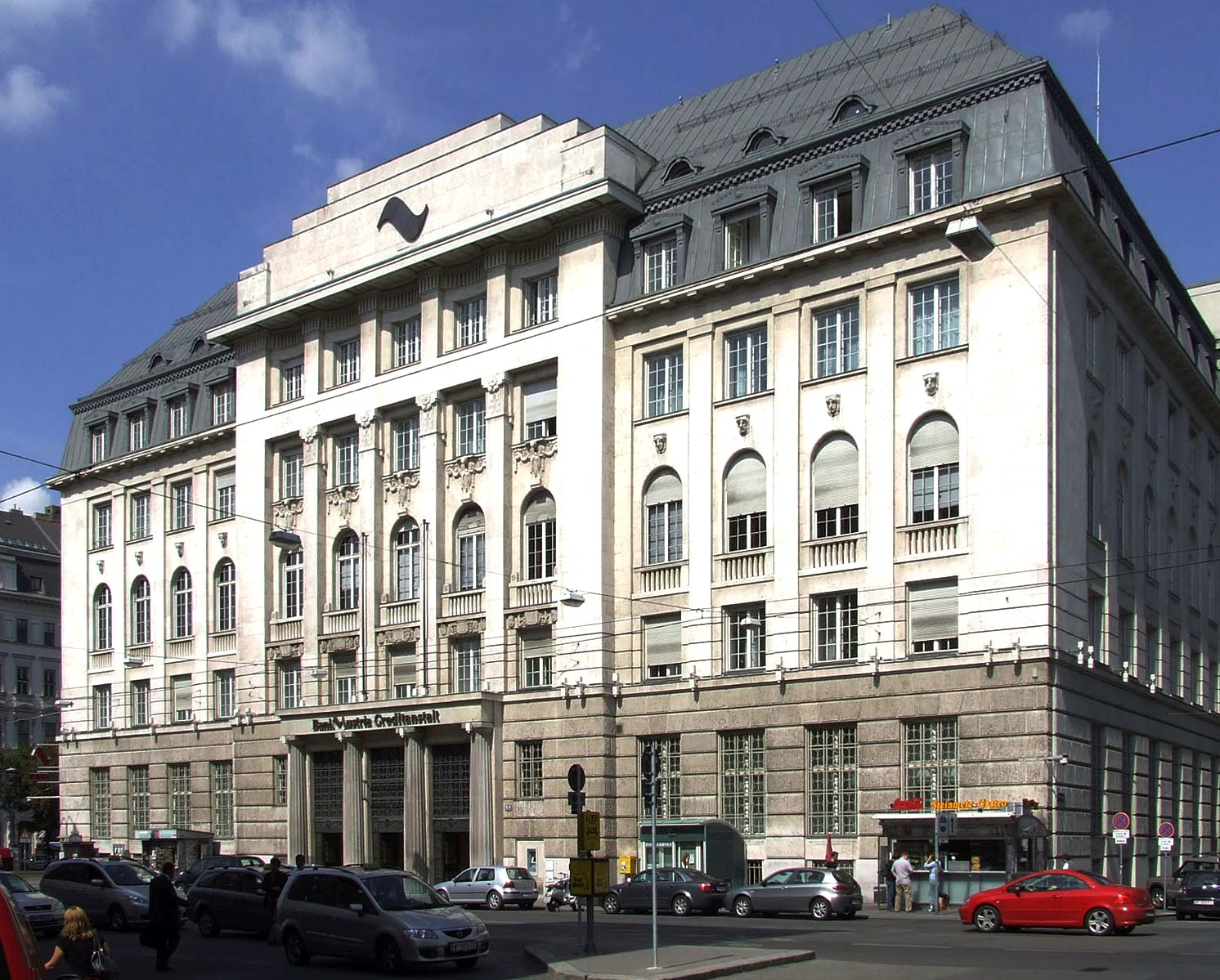
Die deutsche Bankenkrise (Sommer 1931) begann mit dem Zusammenbruch der österreichischen Creditanstalt (Frühjahr 1931).

## Ausgangssituation
Nach dem Ende des Ersten Weltkrieges, anschließender Inflation (bis 1923) und folgender Währungsreform wurde die Reichsbank durch das Reichsbankgesetz vom 30. August 1924 (RGBl. II, S. 235) im Rahmen des Dawes-Plans neu geregelt. Kernpunkte waren: Mindestdeckung durch Gold und goldkonvertible Devisen (40 %, mindestens 30 % Gold), hohe Diskontsätze und die Unabhängigkeit, gewährleistet durch den Generalrat (zusammengesetzt aus sieben deutschen und sieben ausländischen Mitgliedern).
Die hohen Diskontsätze der deutschen Reichsbank machten Kredite für die inländischen Wirtschaftssubjekte (inkl. öffentlicher Haushalt) einerseits teuer (restriktive Geldpolitik), andererseits zogen hohe Zinsen ausländisches Kapital (Devisen) an und erhöhten die Verbindlichkeiten der deutschen Banken. Reparationszahlungen waren ab 1930 vornehmlich in (goldkonvertiblen) Devisen zu entrichten. Sachleistungen spielten nur noch eine untergeordnete Rolle. Großunternehmer konnten sich direkt am (ausländischen) Kapitalmarkt unter Begebung eigener Unternehmensanleihen Kapital beschaffen.
Die Kreditinstitute refinanzierten sich bei Liquiditätsengpässen über die Reichsbank, die 1924 mit 1 Mrd. Reichsmark, davon Devisen im Wert von 800 Mill. Reichsmark durch Begebung von Staatsanleihen an internationale Kapitalgeber (hauptsächlich USA), ausgestattet worden war. Ausländische (Fremdwährungs-)Kredite ermöglichten die gesetzlich vorgeschriebene Währungsdeckung hinsichtlich der vorgesehenen Devisenreserven der Reichsbank. Verlor die Reichsbank Devisen, durfte sie also weniger Refinanzierungskredite an die Banken geben. Die deutschen Kreditinstitute verfügten in dieser Phase nur über geringe Liquidität.

## Vorgeschichte und Verlauf

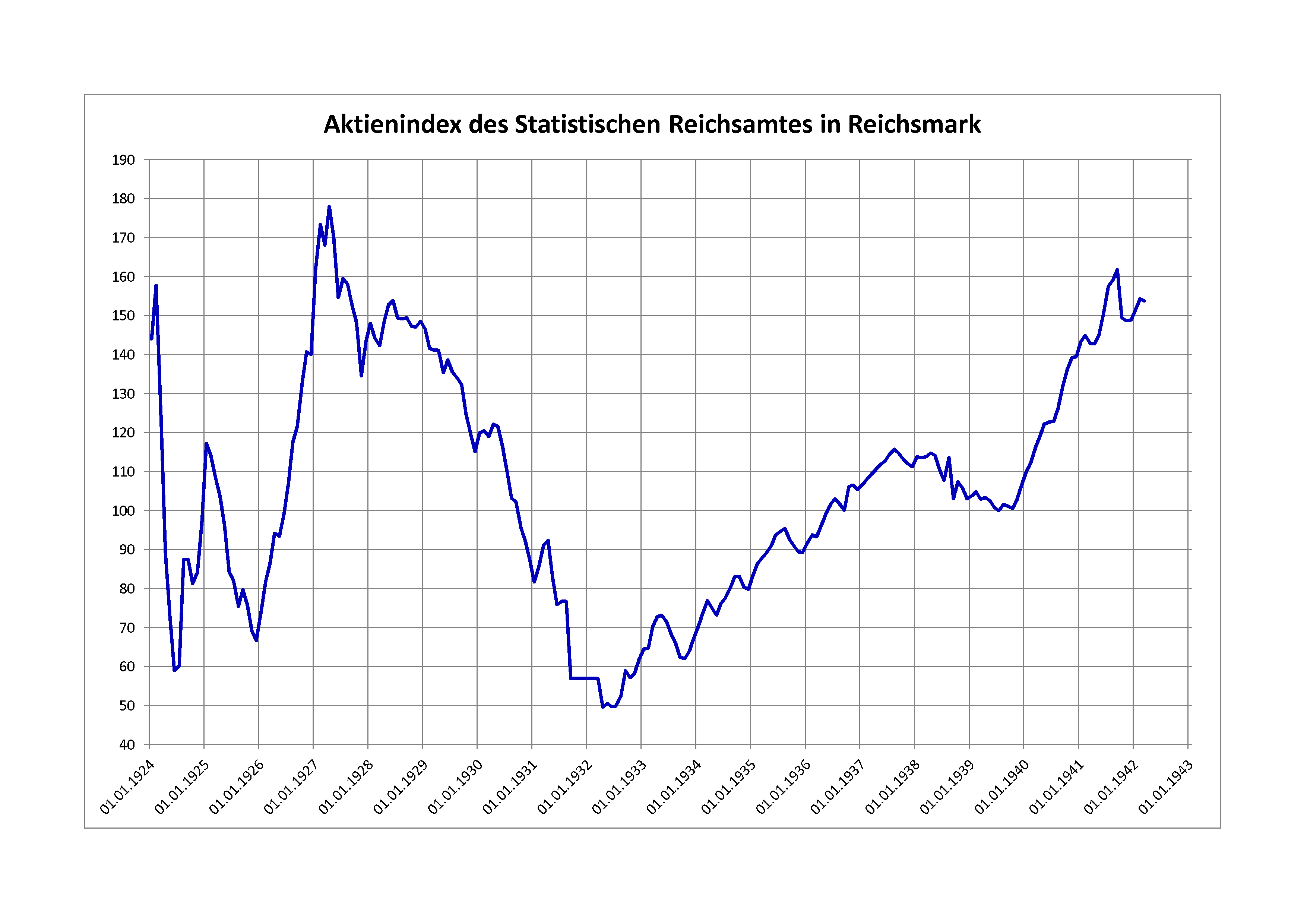
Aktienindex 1924–1942 (Statistisches Reichsamt)

Ab 1928 begann die deutsche Wirtschaft zu stagnieren, Konkurse häuften sich – insofern konnten offene Kreditforderungen immer weniger bedient werden (Entwertung der Aktiva-Positionen der Banken). Hinzu kam, dass die öffentlichen Haushalte ihre Nettokreditaufnahmen ab 1929 drastisch verringerten. Ebenso begannen die Privaten zu sparen, schränkten ihren Konsum ein und wurden dazu auch ermutigt, da angenommen wurde, dass dadurch die Banken liquide(r) würden, was sich rückblickend als fataler Trugschluss herausstellte.
Der New Yorker Börsenboom endete spätestens mit dem Crash vom Schwarzen Donnerstag 1929, womit ausländische Kapitalgeber vermehrt Kapital aus Deutschland abzuziehen begannen – auch, weil diese selbst zunehmend illiquide wurden (auch aufgrund der US-Bankenkrise im Herbst 1930).
Eine weitere Welle von Kreditabzügen (fast 1 Mrd. Reichsmark) folgte der Reichstagswahl vom September 1930, in der die NSDAP zweitstärkste Partei geworden war. Insgesamt erhöhten die Abzüge vom Herbst 1930 den Deflationsdruck auf die ohnehin schon schwache (deutsche) Konjunktur.

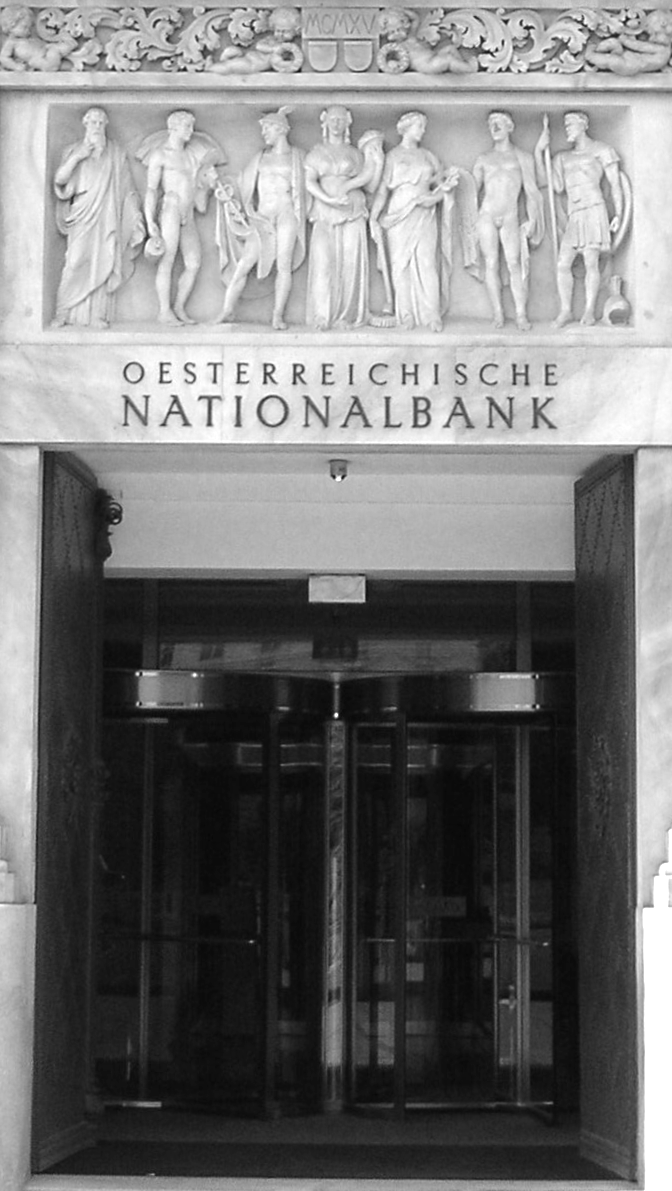
Portal Oesterreichische Nationalbank

Aus spekulativen Gründen und zur Sicherung von Darlehen verfügten die deutschen Kreditinstitute über umfangreiche Aktienpakete zahlreicher Unternehmen, die wegen des mit der Wirtschaftskrise einhergehenden Kursverfalles an den Börsen zunehmend entwertet wurden (siehe auch die Abbildung Aktienindex). Einhergehend mit den zur Kurspflege gekauften eigenen Aktien waren diese Effekten, ohne weitere Kursstürze zu provozieren, am Kapitalmarkt auch nicht mehr zu verkaufen. Die Kursverluste mussten abgeschrieben werden; dies belastete die Ertragssituation der Banken und verringerte deren Liquidität.

### Creditanstalt (Österreich)
Die Österreichische Creditanstalt war als größte mitteleuropäische Bank Großgläubiger zahlreicher Großunternehmen, die infolge der Krise insolvent geworden waren. Die Creditanstalt veröffentlichte am 11. Mai 1931 ihre Bilanz und machte damit bekannt, dass der 1930 gemachte Verlust von 140 Mio. Schilling fast ihr gesamtes Grundkapital aufgezehrt hatte. Diese Nachricht löste einen Ansturm vieler in- und ausländischer Gläubiger auf die Creditanstalt und auf andere Banken in Europa aus.
Die Oesterreichische Nationalbank verlor zwischen 30. April und 7. Oktober 1931 den Großteil ihrer Reserven an Gold- und Devisenbeständen und musste mit weiteren österreichischen Finanzinstituten letztlich vom Staat gerettet werden.

### Karstadt und Nordstern
Die Bekanntgabe eines großen Verlustes beim Karstadtkonzern am 11. Mai verstärkte die Verunsicherung vieler Anleger. Deutsche und ausländische Anleger zogen allein im Mai 1931 umgerechnet 288 Mio. RM in Devisen von den deutschen Banken ab, wobei vor allem die fünf Großbanken Deutsche Bank und Discontogesellschaft, Danat-Bank, Commerz- und Privatbank und Berliner Handels-Gesellschaft betroffen waren. Nachdem am 30. Mai bekannt geworden war, dass auch das Versicherungsunternehmen Nordstern in einer Schieflage war, wurden weitere Devisen abgezogen. Damit war absehbar, dass die Reichsbank bald nicht mehr über die Gold- und Devisenmenge von 40 % des Notenumlaufs verfügen würde, die nach Reichsbankgesetz vorgeschrieben war: Aus der Kapitalflucht drohte eine Währungskrise zu werden.

### „Tribut“
In dieser kritischen Situation wollte die Regierung Brüning (Kabinett Brüning I) ihre zweite „Notverordnung zur Sicherung von Wirtschaft und Finanzen“ innenpolitisch abfedern, die weitere harte Sparmaßnahmen enthielt. Zu diesem Zweck veröffentlichte sie am 9. Juni 1931 eine Erklärung, in der eine weitere Belastung Deutschlands durch Reparationsleistungen als wirtschaftlich untragbar bezeichnet wurden. Diese Erklärung ging als „Tributaufruf“ in die Geschichte ein, weil die Regierung, dem Sprachgebrauch der Rechtsradikalen folgend, die Reparationen delegitimierend als Tribute bezeichnete. Die Wirkung dieser für die öffentliche Meinung in Deutschland bestimmten Erklärung war im Ausland verheerend: Da Deutschland nach dem Young-Plan nur im Fall von „abnormen wirtschaftlichen Schwierigkeiten“ einen Teil seiner Reparationsverpflichtungen gestundet bekommen konnte, befürchteten viele Gläubiger einen Staatsbankrott und versuchten zuvor noch ihre Mittel aus Deutschland abzuziehen. Die Reichsbank verlor daher in den ersten vier Tagen nach dem Tributaufruf über 400 Mio. Reichsmark an Devisen. Zur weiteren Verunsicherung trug am 10./11. Juni die Forderung mehrerer Fraktionen im Ältestenrat des Reichstages nach einer Einberufung des Reichstags bei. Dabei drohte die Notverordnung aufgehoben zu werden, die mit ihren drastischen Mitteln die Zahlungsfähigkeit des Reichs sicherte, und die Regierung Brüning gestürzt zu werden. Erst als die Einberufungsanträge mit den Stimmen der SPD am 16. Juni abgelehnt worden waren, verminderten sich die Kapitalabzüge wieder. Insgesamt verlor die Reichsbank in der Zeit vom 1. bis zum 17. Juni ca. 1,4 Milliarden RM, das war mehr als die Hälfte ihres Gold- und Devisenbestandes. Dadurch geriet sie in gefährliche Nähe zu der in den Reparationsplänen (Dawes 1924 und Young 1929/1930) vorgeschriebenen Deckungsgrenze von 40 %.
Wie die Devisenverluste der Reichsbank in der Zeit von Mai 1929 bis Juli 1931 zu erklären sind, ist in der Forschung umstritten. Die deutschen Wirtschaftshistoriker Karl Erich Born und Gerd Hardach glauben, dass sie in erster Linie auf Kreditkündigungen aus dem Ausland zurückzuführen seien. Der britische Historiker Harold James betont dagegen die nicht unbeträchtliche Rolle, die deutsche Kapitalflucht gespielt habe. Der britische Wirtschaftshistoriker Theo Balderston gibt ihm recht: Danach waren es seit 1929 in erster Linie Deutsche, die Devisen ins Ausland schafften; die Kreditkündigungen durch ausländische Banken nach dem Tributaufruf hätten dann selbst vorsichtigen Bankhäusern wie der Berliner Handelsgesellschaft den „Todesstoß“ versetzt.

### „Nordwolle“, DANAT- und Dresdner Bank
Anfang Juni 1931 verweigerte die Danat-Bank die Verlängerung eines Kredits an die Stadt Berlin. Am 17. Juni 1931 wurde ein hoher, existenzieller Verlust des größten europäischen Wollkonzerns, der Norddeutschen Wollkämmerei (abgekürzt „Nordwolle“) bekannt. Die DANAT-Bank sowie die Dresdner Bank waren durch umfangreiche Kredite bei der „Nordwolle“ engagiert.
Wegen der schon in verschiedenen Zeitungen publizierten Gerüchte über ein anstehendes Konkursverfahren der Nordwolle und den daraus resultierenden Schwierigkeiten der DANAT-Bank nahmen die aufgrund der abgesagten Reichstagseinberufung verminderten Kreditkündigungen wieder zu; am 19. Juni lag der Gold- und Devisenbestand der Reichsbank nur noch umgerechnet 100 Mio. RM über der gesetzlich vorgeschriebenen Deckung von 40 %. Nachdem sich Reichsbankpräsident Hans Luther am 20. Juni vergeblich um einen Rediskontkredit bei der Bank of England bemüht hatte, wurde daher auf Beschluss des Reichsbankdirektoriums eine Kontingentierung der von den Geschäftsbanken einzureichenden Wechsel zum 22. Juni eingeführt.
Der Präsident der Danat-Bank, Jacob Goldschmidt, suchte am gleichen Tag Oscar Wassermann, den Vorstandsvorsitzenden der Deutschen Bank und Disconto-Gesellschaft (DeDi-Bank) auf, um ihn angesichts der Liquiditätsprobleme der DANAT-Bank zu einer Fusion beider Kreditinstitute zu bewegen, was jedoch bei Wassermann auf Ablehnung stieß.
Im Rahmen einer Besprechung mit Brüning erklärte Goldschmidt daraufhin am nächsten Tag, dass die DANAT-Bank ohne Unterstützung keine Zahlungen mehr werde leisten können. Ein Angebot der Geschäftsbanken, bei einer Reichsgarantie der DANAT-Bank durch einen Wechselkredit 250 Mio. RM zur Verfügung zu stellen, verhinderte deren Schalterschluss schon zum 10. Juli.

### Hoover-Moratorium

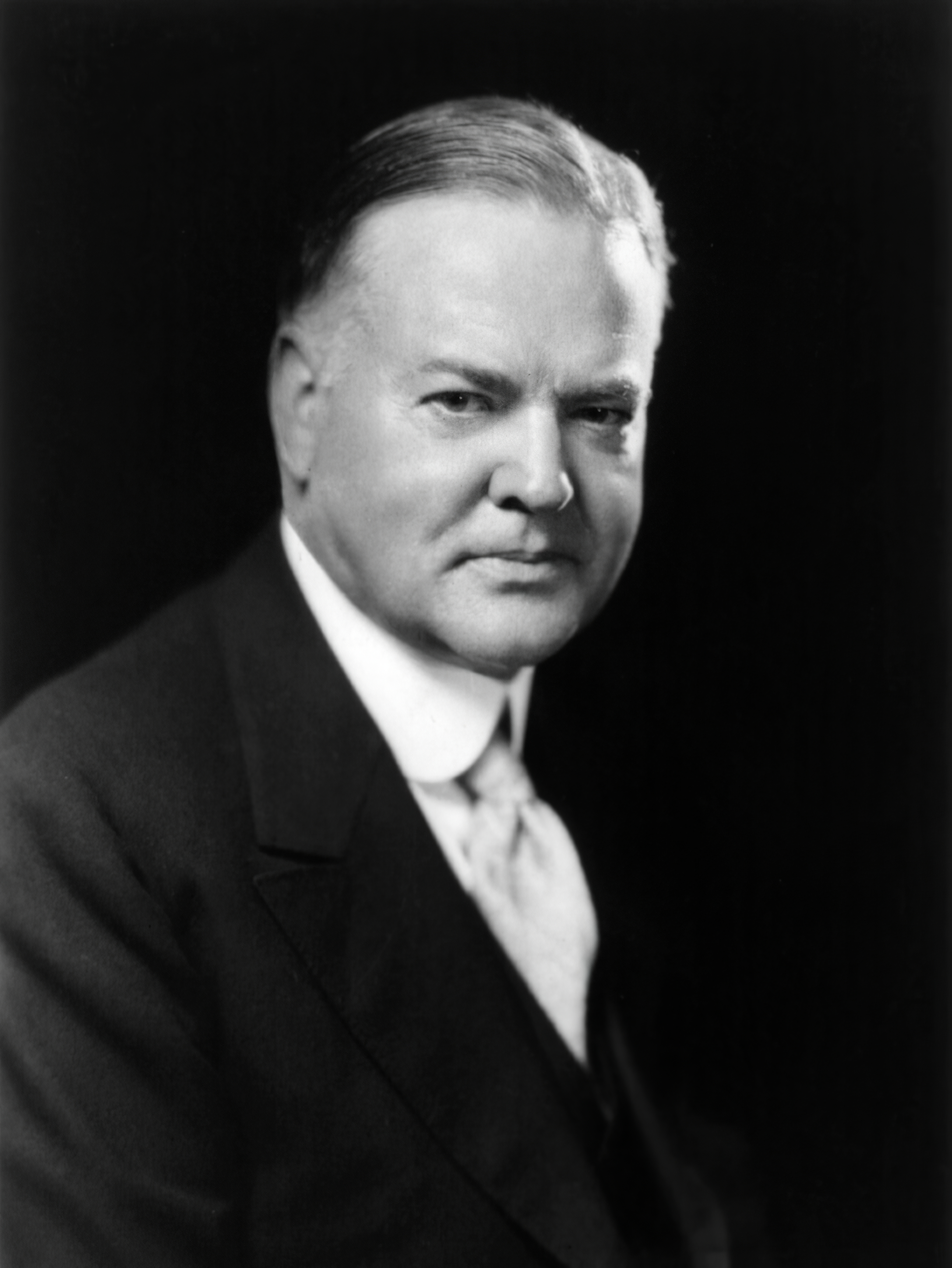
Präsident Herbert Hoover

Ein angesichts der allgemeinen wirtschaftlichen Schwierigkeiten und der sich zuspitzenden Kreditkrise in Deutschland vom amerikanischen Präsidenten Hoover am 20./21. Juni verkündetes, zunächst auf ein Jahr befristetes Moratorium für politische Auslandsschulden beruhigte die Auslandsgläubiger zunächst. Die seit der Veröffentlichung des Hoover-Moratoriums eingetretene Entlastung hielt jedoch nur kurz an: Frankreich widersetzte sich als größter Reparationsgläubiger einer vorübergehenden Zahlungseinstellung Deutschlands, sodass das Moratorium verzögert erst am 7. Juli in Kraft trat. Des Weiteren scheiterte die Reichsbank in ihren wiederholten Versuchen, durch einen umfangreichen Rediskontkredit von den ausländischen Notenbanken ihren Devisenbestand zu erhöhen. Nach Verhandlungen mit der Bank of England, der Federal Reserve Bank und der Bank für internationalen Zahlungsausgleich waren ihr am 24. Juni lediglich 100 Mio. Dollar zugesagt worden, so dass das Devisenportefeuille der Reichsbank weiterhin nur geringfügig über der gesetzlich vorgeschriebenen Deckungspflicht lag. Einer anscheinend bevorstehenden Zahlungseinstellung versuchten die ausländischen Gläubiger mit einer Kündigung ihrer noch in Deutschland verbliebenen Kredite zu begegnen, was ab dem 27. Juni einen erneuten Abzug der Devisen bedeutete. Am 8. August trat dann ein Sonderausschuss bei der Bank für Internationalen Zahlungsausgleich in Basel zusammen, der ein Stillhalteabkommen für kommerzielle Bankschulden vorschlug.

### Rettungspakete
In den Ministerbesprechungen der folgenden Tage einigten sich die Reichsbank mit den Geschäftsbanken auf eine Kapitalrekonstruktion, bei der das Reich 50 Mio. RM zur Ausgabe neuer Aktien zur Verfügung stellen sollte im Ausgleich zu einem umfangreichen Forderungsverzicht der Gläubigerbanken. Finanzminister Dietrich und der Reichskanzler Heinrich Brüning stimmten diesem Plan unter der Bedingung zu, dass das Hoover-Moratorium zuvor in Kraft träte und damit das Reich die erforderlichen Mittel zur Verfügung hätte. Zur Beruhigung der Finanzmärkte versuchte Brüning darüber hinaus die Wirtschaft zur Bildung eines Garantiesyndikates zu bewegen, bei dem alle Unternehmen mit einem Betriebsvermögen über 5 Mio. RM gemeinschaftlich eine Ausfallbürgschaft von 500 Mio. RM zu Gunsten der Tochtergesellschaft der Reichsbank, der Golddiskontbank, übernehmen sollten. Insbesondere auch die großen Firmen hielten sich jedoch mit Zusagen merklich bedeckt, sodass die schließlich per Notverordnung am 8. Juli durchgesetzte Wirtschaftsgarantie ihre Wirkung auf das Ausland verfehlte.
Ein vom Wirtschaftsausschuss des Reichskabinettes initiierter Plan zur Bildung einer Garantiegemeinschaft aller Großbanken in Verbindung mit einer Reichsgarantie für die DANAT-Bank und anderer von der Illiquidität bedrohter Institute scheiterte letztendlich am 12. Juli an dem Widerspruch der Geschäftsbanken, die ein solches Risiko nicht übernehmen wollten – auch, weil diese selbst nicht über ausreichend Reserven verfügten.
Nachdem sich die Bankenvertreter im Laufe sondierender Beratungen abwechselnd sowohl für allgemein als auch nur für die DANAT-Bank geltende Bankfeiertage ausgesprochen hatten, übernahm die Reichsregierung schließlich per Notverordnung vom 12. Juli die volle Garantieleistung für alle Einlagen der DANAT-Bank und ordnete zugleich ihre Liquidierung an. Die anderen Kreditinstitute sahen sich in ihren Hoffnungen betrogen, mit der Begrenzung der Notverordnung auf die DANAT-Bank eine Beruhigung der Bankkundschaft erzielen zu können.

### Weitere Rediskontierungsbemühungen, Dresdner Bank, Rheinische Landesbank
Am 10. Juli führte Reichsbankpräsident Hans Luther mit seinem französischen Kollegen Moret Verhandlungen über einen umfangreichen Rediskontkredit zur Überwindung der Bankenkrise, den zuvor die Bank of England versagt hatte. Sowohl Moret als auch der französische Finanzminister Flandin versicherten ihre Bereitschaft, der Reichsbank Mittel zur Verfügung zu stellen, jedoch nur unter bestimmten politischen Rahmenbedingungen. So sollte Deutschland u. a. seine Revisionswünsche bezüglich des Young-Planes und des polnischen Korridors aufgeben und die Pläne zu einer Zollunion mit Österreich fallen lassen. Da Luther auf diese Forderungen nicht eingehen konnte und in der Folge einen französischen Kredit nicht erhielt, beschloss am 11. Juli das Reichsbankdirektorium eine Verschärfung ihrer Kreditrestriktionen, die in ihrer Konsequenz eine weitere Refinanzierung der DANAT-Bank über die Reichsbank ausschloss. Die Reichsbank hätte alternativ auch die gesetzlich vorgeschriebene Notendeckung unterschreiten, somit die Bindung der Reichsmark ans Gold aufgeben und den Wechselkurs der Reichsmark dem Spiel von Angebot und Nachfrage auf den Devisenmärkten überlassen können, ganz wie es die Bank of England wenige Wochen später in einer vergleichbaren Situation tat. Im Ergebnis hätte sie beliebig viel Geld schöpfen können, um als Kreditgeber letzter Instanz die bedrohten Geschäftsbanken zu finanzieren, bis der Run vorüber wäre. Dass sie das nicht tat, lag an der katastrophalen Erfahrung der Inflation der frühen 1920er Jahre, die immer noch bedrohlicher erschien als die Bankenpanik und die Deflation, die nun folgten.
Am 13. Juli schloss daher die DANAT-Bank ihre Schalter, Dresdner Bank und Rheinische Landesbank gaben ihre Zahlungsunfähigkeit bekannt.

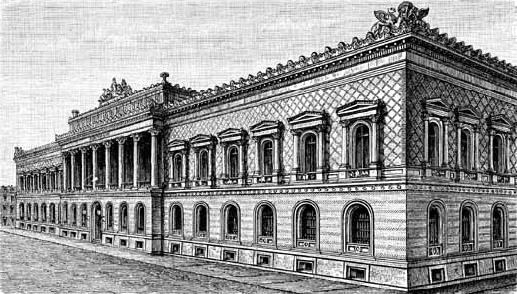
Reichsbank
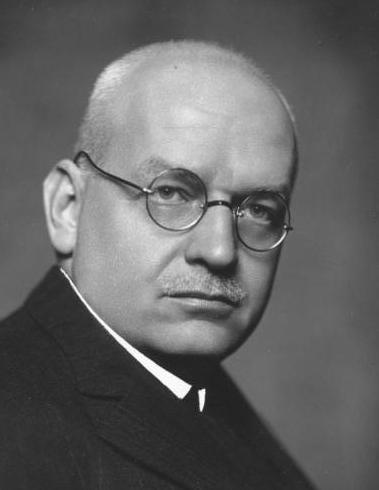
Reichsbankpräsident Luther wurde später Botschafter in den USA
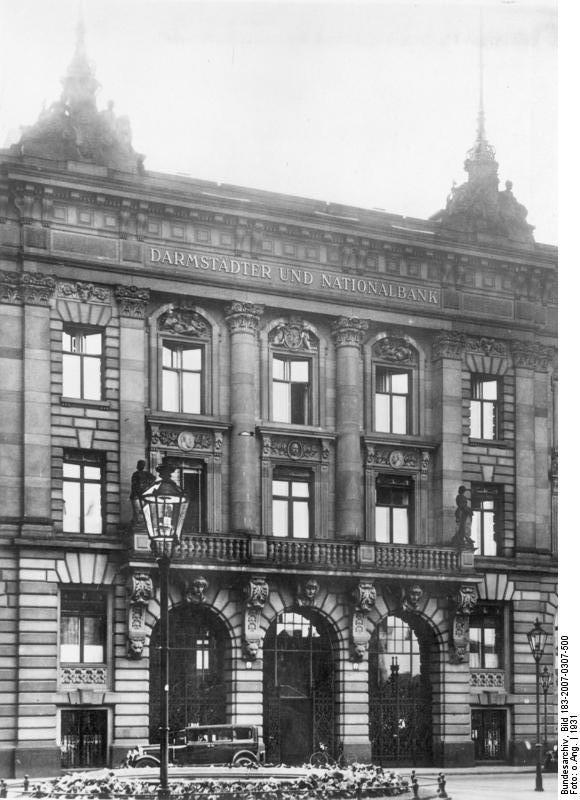
DANAT-Bank
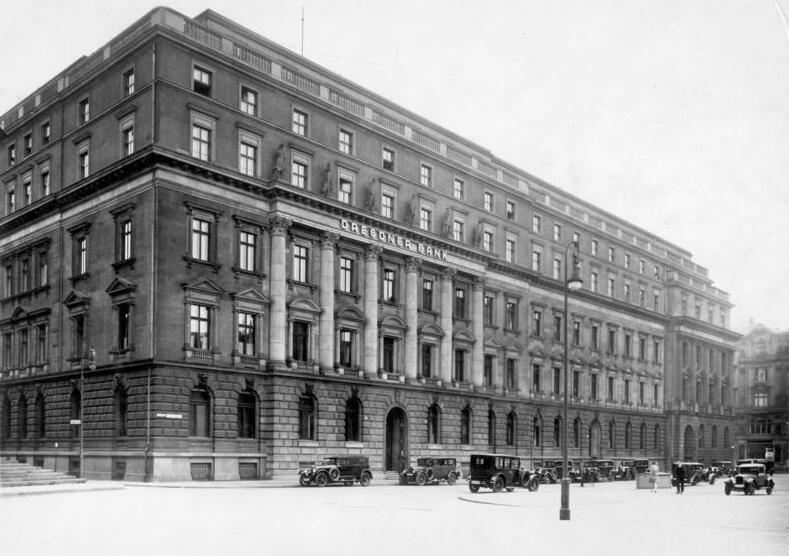
Dresdner Bank
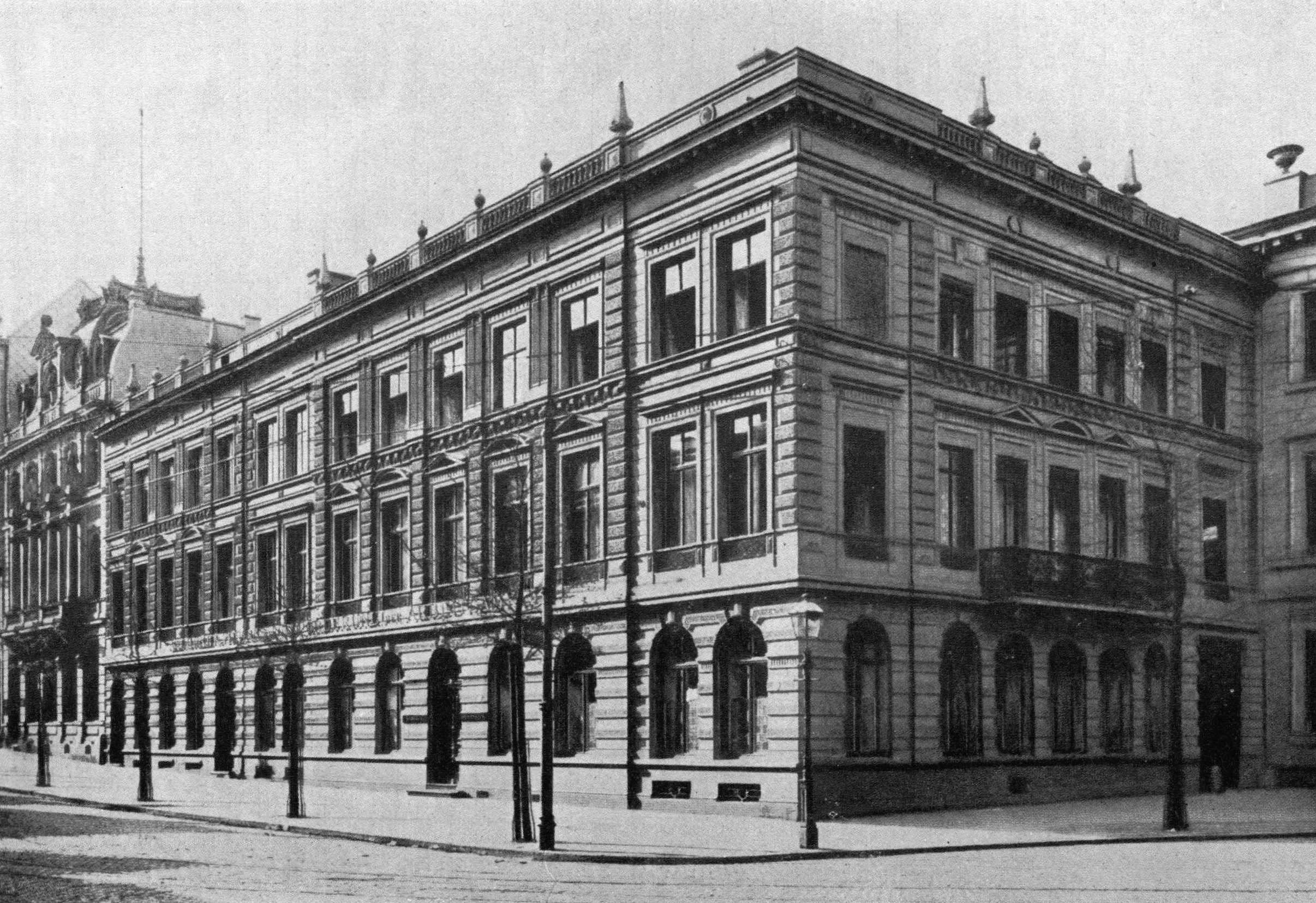
Rheinische Landesbank
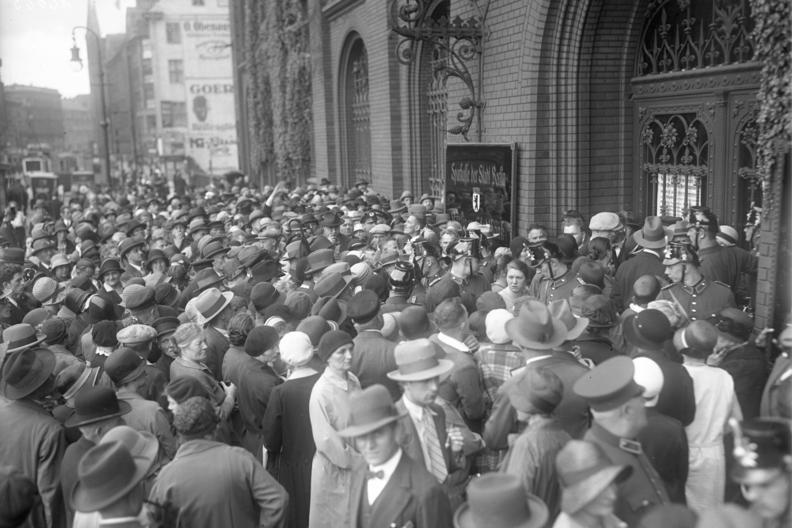
Bank Run einer Berliner Sparkasse am 13. Juli 1931

### Bankfeiertage
Am 14. Juli, nach einem allgemeinen Ansturm der Bankkunden, musste auch die Dresdner Bank der Reichsregierung ihre Illiquidität eingestehen. Die Reichsregierung verkündete allgemeine Bankfeiertage für den 14. und 15. Juli. Aufgrund der durch die Bankfeiertage noch verstärkten Vertrauenskrise und der unveränderten Lage schränkte die Reichsregierung durch mehrere Notverordnungen den Zahlungsverkehr auch nach den Bankfeiertagen stark ein, um eine Wiederholung der Vorgänge vom 13. Juli zu vermeiden. Am 5. August wurde der Zahlungsverkehr wieder vollständig freigegeben. Diese dreiwöchige zwangsweise Beruhigung der Finanzmärkte benutzte die Reichsregierung zur Planung und Einführung umfangreicher Veränderungen im staatlichen Verhältnis zum Bankensektor sowie zur Sanierung der angeschlagenen Kreditinstitute.

### Bankenrettung und Verstaatlichung
Neu gegründet wurde die Akzept- und Garantiebank, die ab Ende Juli/Anfang August illiquiden Instituten Akzeptkredite zur Verfügung stellte, womit Auszahlungswünsche wieder bedient werden konnten. Auch die Sparkassen hatten im Rahmen der akuten Bankenkrise wegen ihrer angespannten Liquidität, die aus dem unmittelbaren Zugriff der Kommunen auf die Einlagen resultierte, Auszahlungen einschränken bzw. einstellen müssen. Daher wurden durch Notverordnung vom 6. November die Sparkassen zu Anstalten des öffentlichen Rechts mit eigenem Vermögen umgewandelt, die höchstens 25 % der Gesamteinlagen als Kommunalkredite verleihen durften und gewisse Liquiditätsreserven bei den Girozentralen zu halten hatten. Da die Großbanken wegen der Wirtschaftskrise allgemein und der sich in der akuten Bankenkrise dramatisch zuspitzenden Kapitalabzüge hohe Liquiditätsverluste zu bewältigen hatten, sah die Reichsregierung sich genötigt, mittels staatlicher Gelder die Eigenkapitalbasis der Kreditinstitute zu stärken und zu retten. Faktisch wurden damit nahezu alle großen Geschäftsbanken verstaatlicht. So waren das Reich und die an der Kapitalrekonstruktion beteiligte Golddiskontbank 1932 zu 91 % an der mit der DANAT-Bank fusionierten Dresdner Bank, zu 70 % an der mit dem Barmer Bankverein zusammengeschlossenen Commerz- und Privatbank und schließlich zu 30 % an der Deutschen Bank und Disconto-Gesellschaft beteiligt. Nach 1933 wurden die Großbanken schrittweise reprivatisiert.

### Devisenbewirtschaftung
Am 15. Juli war der Handel mit Devisen auf die Reichsbank beschränkt worden. Mit der Einführung der Devisenbewirtschaftung kam die Reichsregierung im Wesentlichen auch einer Forderung der amerikanischen Federal Reserve und der Bank of England nach, die vor allem die Kapitalflucht für die Abnahme des Gold- und Devisenbestandes der Reichsbank verantwortlich machten. Am 18. Juli erließ der Reichspräsident eine 'Verordnung […] gegen die Kapital- und Steuerflucht'. Devisenbestände mussten der Reichsbank angezeigt werden und auf Verlangen an sie verkauft werden.

### Französische Finanzhilfe?
Rettung konnte jetzt nur noch aus dem Ausland kommen. Frankreich, wo die Weltwirtschaftskrise noch nicht eingesetzt hatte, verfügte über die nötigen finanziellen Mittel, um Deutschland zu helfen. Auch das politische Interesse, die Zahlungsfähigkeit Deutschlands und damit auch seine Fähigkeit wiederherzustellen, nach Ablauf des Hoover-Moratoriums 1932 wieder Reparationen zu zahlen, waren vorhanden. Die französische Regierung unter Ministerpräsident Pierre Laval verlangte als Gegenleistung für eine solche Finanzhilfe – angedacht waren vier Milliarden Francs – allerdings politische Gegenleistungen. Die Regierung Brüning solle ein „politisches Moratorium“ erklären und für zehn Jahre auf Revisionen des Versailler Vertrags verzichten. Das konnte oder wollte Brünings Minderheitsregierung nicht zugestehen. Ein internationales Gipfeltreffen am 18. und 19. Juli 1931, zu dem Brüning und sein Außenminister Julius Curtius, der britische Außenminister Arthur Henderson und der amerikanische Außenminister Henry L. Stimson nach Paris gereist waren, blieb daher ohne Ergebnis. Deutschland musste ohne ausländische Finanzhilfe die Bankenkrise überwinden. Auf einer Folgekonferenz in London einigten sich die versammelten Staatsmänner dann am 22. Juli 1931 darauf, bis November keine weiteren Kredite aus Deutschland abzuziehen und eine internationale Expertenkommission einzusetzen, die den weiteren deutschen Kreditbedarf prüfen sollte.

### Kreditklemme
Im deutschen Bankensektor verschärfte die Bankenkrise den schon zuvor eingesetzten Konzentrations- und Rationalisierungsprozess. Aufgrund ihrer hohen Verluste waren vor allem die Großbanken gezwungen, in nicht unerheblichem Umfang Personal abzubauen und Filialen zu schließen. Des Weiteren verminderten sich durch Fusionen und Konkurse die Zahl der bestehenden bzw. unabhängigen Kreditinstitute. Als für die Wirtschaft und die weitere politische Entwicklung entscheidender erwies sich jedoch die aus dem verstärkten Einlagenabzug resultierende Einschränkung der Kreditgewährung. Auch wegen dieser unzureichenden Kapitalversorgung der Wirtschaft häuften sich die Konkursverfahren und Produktionsstilllegungen, so dass sich die Wirtschaftskrise und die Arbeitslosigkeit immer weiter verschlimmerten.

### Diskontsatzerhöhung
Neben der Umstrukturierung des Bankensystems bestand als weitere vordringliche Aufgabe der Reichsregierung, den ausländischen Kapitalabzug aus Deutschland zu stoppen. Am 1. August wurde der Diskontsatz sogar auf 15 % erhöht und damit die bereits wirkende Kreditklemme weiter verschärft.

## Zerfall des Goldwährungssystems
Ausgehend von der deutschen Bankenkrise geriet das englische Banksystem unter Druck. Am 20. September 1931 gab England den Golddevisenstandard auf und dessen Pfund wurde drastisch abgewertet. Die Abwertung der britischen Währung ermöglichte den folgenden wirtschaftlichen Aufschwung Englands. Im Februar 1932 begann England seine Importe durch protektionistische Maßnahmen nach dem Vorbild des Smoot-Hawley Act zu beschränken – allgemeine Zollerhöhungen wurden die Regel (siehe auch Konkurrenzparadoxon).
Die Pfundfreigabe führte zu Diskussionen unter den deutschen Experten, auf die die am 16./17. September 1931 abgehaltene Geheimkonferenz noch nicht hatte eingehen können. Wilhelm Lautenbach hatte eine „Doppelstrategie“ zur Bekämpfung der Deflationspolitik vorgestellt (Lautenbach-Plan). Brüning lehnte den Lautenbach-Plan gerade hinsichtlich der Abhängigkeit von den (sieben) Gläubigermächten strikt ab: „Ein öffentliches Beschäftigungsprogramm, um die allgemeine Arbeitslosigkeit zu senken, ist ein Luxus, den sich die Deutschen nicht leisten können.“ Brüning hoffte, die deutsche Deflation ermöglichte die Annullierung der Reparationsverpflichtungen. Der Lautenbach-Plan wurde verworfen und, nachdem tatsächlich die Reparationszahlungen ausgesetzt wurden (Stillhalteabkommen getroffen im Juli 1932 in Lausanne), vom Kabinett Papen wieder aufgegriffen.

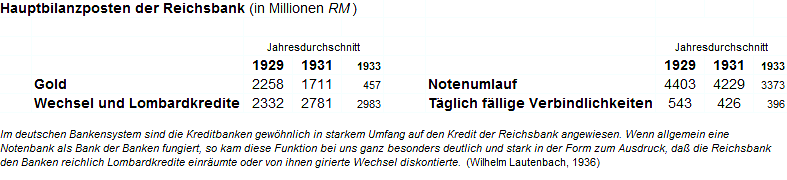
Hauptbilanzposten der Reichsbank (Vgl. 1929/31/33)

Nach und nach rückten die einzelnen Länder vom Golddevisenstandard ab. Um aus der Deflationsspirale zu entkommen, blieb ihnen keine andere Wahl. Die Staaten des britischen Empire Kanada, Indien sowie Schweden, Dänemark, Norwegen, insgesamt 25 Staaten verließen das Goldwährungssystem. Noch ungewöhnlich lange hielten die USA (bis März 1933) am Goldstandard fest und der Weimarer Republik war es damals nicht einfach möglich, diesbezüglich eigenmächtig zu entscheiden. Den ohnehin rückläufigen Kreditinvestitionen der Privaten bei parallel sich verschärfender Kreditklemme war aufgrund von weitergeführter Golddeckung bis 1933 bei gleichzeitigem Goldabfluss unmöglich beizukommen. Der Schweizer Wirtschaftshistoriker Tobias Straumann schreibt deshalb, dass die weltweite Depression der 1930er Jahre nicht vom New Yorker Börsenkrach 1929 ausgelöst wurde, sondern erst von der deutschen Bankenkrise 1931.

## Rezeption
Die Grundursache der deutschen Bankenkrise ist unter Experten nach wie vor umstritten. Die oft genützte Darstellung der Auslandskapital- bzw. Devisenflucht als Hauptursache greift grundsätzlich zu kurz. Die deutsche Bankenkrise ist vielmehr in Zusammenhang zur weltwirtschaftlichen Lage sowie zu der prekären Situation der deutschen Unternehmen und deren Schwierigkeiten zu erkennen. Ohne Zweifel waren kurzfristige Auslandskredite und hereinfließende Devisen nicht allein zur Vergabe von langfristigen Krediten herangezogen worden.